# Sam Farha
Ihsan "Sam" Farha, född i Beirut, 1959, är en professionell pokerspelare, och bor nu i Houston, USA. Han är mest känd för sin placering som tvåa i World Series of Pokers huvudtävling år 2003 där han förlorade heads-up mot Chris Moneymaker. Han har tre vinster i World Series of Poker, samtliga i varianter av Omaha.
Farha har spelat poker professionellt i ca 20 år. Han fokuserar mest på cash game där han har ett rykte om sig att vara väldigt lös, LAG (Loose Aggressive).